# ناچایفکا (داغستان)
ناچایفکا (به لاتین: Nechayevka) یک منطقهٔ مسکونی در روسیه است که در داغستان واقع شده‌است.